# Ła-174TK
Ła-174TK (ros. Ла-174ТК) – radziecki odrzutowy samolot myśliwski, powstały w biurze konstrukcyjnym Ławoczkina w II połowie lat 40., który pozostał na etapie prototypu. Był konkurentem samolotu Jak-23.

## Rozwój
Samolot stanowił dalsze rozwinięcie konstrukcji myśliwca Ła-154, wywodzącego się z linii rozwojowej wczesnych myśliwców Ławoczkina w układzie redanowym, z silnikiem turboodrzutowym w nosie kadłuba i dyszą wylotową pod kadłubem. Ła-154 był nieco powiększoną wersją myśliwca Ła-152 z zastosowaniem mocniejszego silnika radzieckiej konstrukcji TR-1. Silnik ten jednak nie osiągnął etapu dopracowania, a budowany prototyp Ła-154 nie został ukończony.
W tym czasie ZSRR zakupił w Wielkiej Brytanii partię lepszych silników Rolls-Royce Derwent V, skopiowanych w ZSRR następnie jako Klimow RD-500. Jako zasadniczy myśliwiec napędzany silnikiem Derwent Ławoczkin konstruował samolot „174” (Ła-174) w nowoczesnym układzie, ze skośnymi skrzydłami i silnikiem w tylnej części kadłuba (produkowany później jako Ła-15). Postanowiono jednak także przetestować układ redanowy z cienkimi skrzydłami o profilu laminarnym. W tym celu Ławoczkin zbudował prototyp samolotu „174TK”, nieoficjalnie oznaczony Ła-174TK. Mimo oznaczenia, był on zupełnie różną konstrukcją od samolotu „174” (Ła-15). Skrót TK oznaczał „tonkoje kryło” – cienkie skrzydło.
W stosunku do Ła-154, w Ła-174TK, oprócz skrzydeł o cieńszym profilu laminarnym, powiększono część nosową kadłuba na skutek większych wymiarów silnika, a także powiększono powierzchnię usterzenia. Prototyp został oblatany na początku 1948 przez Iwana Fiodorowa.
Zaletą samolotu było niskie obciążenie powierzchni i wysoki stosunek ciągu do masy. Osiągał on prędkość 970 km/h – większą, niż jego bezpośredni konkurent Jak-23. Jednakże Jak-23 został skonstruowany ponad pół roku wcześniej i w związku z tym został skierowany do małoseryjnej produkcji. Gdy natomiast wzleciał Ła-174TK, oblatane już były nowocześniejsze myśliwce ze skośnymi skrzydłami, jak Ła-174, a przede wszystkim MiG-15, który to układ okazał się znacznie lepszy i pozwalający na uzyskanie większych prędkości. Program rozwoju konstrukcji Ła-174TK więc zakończono, a jedyny zbudowany prototyp służył w biurze Ławoczkina do celów badawczych.

## Opis techniczny
Jednosilnikowy, jednomiejscowy średniopłat o prostych skrzydłach, konstrukcji metalowej, pokryty blachą duraluminiową. Kadłub półskorupowy. Wlot powietrza do silnika z przodu kadłuba. Silnik odrzutowy w przedniej części kadłuba, odchylony w dół w stosunku do osi podłużnej kadłuba pod kątem 6°. Dysza wylotowa silnika pod kadłubem, na wysokości kabiny pilota. Skrzydła jednoczęściowe, proste, o obrysie trapezowym i profilu laminarnym (względna grubość profilu 6%). Usterzenie klasyczne, wolnonośne. Kabina pilota zamknięta, oszklona pleksiglasem, z fotelem wyrzucanym. Osłona składała się ze stałego wiatrochronu, otwieranej osłony nad pilotem i owiewki tylnej. Podwozie samolotu trójpodporowe, chowane; golenie główne wciągane do kadłuba.
Napęd: silnik turboodrzutowy ze sprężarką odśrodkową Rolls-Royce Derwent V o ciągu do 1590 kg (15,9 kN).
Uzbrojenie: 3 działka 23 mm NS-23, w przedniej dolnej części kadłuba.